# Liste der denkmalgeschützten Objekte in Reith im Alpbachtal
Die Liste der denkmalgeschützten Objekte in Reith im Alpbachtal enthält die 22 denkmalgeschützten, unbeweglichen Objekte der Gemeinde Reith im Alpbachtal.

## Denkmäler
| Foto |                 | Denkmal | Standort                                            | Beschreibung | Metadaten |
| ---- | --------------- | --- | --------------------------------------------------- | --- | --- |
| ja   | Datei hochladen | Kapelle Maria vom Guten Rat HERIS-ID: 106996 Objekt-ID: 124274 TKK: 3512                                     | gegenüber Hygna 24 Standort KG: Hygna               | Die Kapelle mit dreiseitigem Chorschluss und schindelgedecktem Satteldach wurde im 18. Jahrhundert errichtet. Sie ist giebelseitig über eine hohe Rundbogentür in einer Vorhalle mit geschweifter Überdachung erschlossen. Im Giebelfeld befindet sich ein gemaltes Medaillon Maria mit Kind. Südseitig im rechten Winkel schließt ein kleiner Sakristeianbau mit steilem schindelgedecktem Satteldach und hohem Dachreiter mit Zwiebelhelm an. Die Fassaden sind durch Putzfaschenrahmungen an Fenstern, Tür, Mauerkanten und Gesimsen gegliedert. Das Innere wird von einer flachen Tonne mit Gurten über Pilastern und einem umlaufenden profilierten Gesims überwölbt. | BDA-Hist.: Q37809262 Status: § 2a Stand der BDA-Liste: 2025-06-30 Name: Kapelle Maria vom Guten Rat GstNr.: .142 Marienkapelle Hygna                                                        |
| ja   | Datei hochladen | Eggenkapelle, Eliaskapelle HERIS-ID: 45351 Objekt-ID: 46645 TKK: 3509                                        | nordöstlich Neader 4 Standort KG: Hygna             | Die zum Eggerhof gehörende Kapelle wurde 1895 anstelle eines 1893 bei einem Unwetter zerstörten Vorgängerbaus als Votivkapelle neu errichtet. Es handelt sich um einen kleinen Holzbau mit verschindelten Außenwänden über gemauertem Fundament mit schindelgedecktem Satteldach und farbigen Zierschnittbrettern. Der Eingang an der Giebelseite ist mit einer Rahmenfüllungstür mit verglaster Oberlichte versehen, darüber befindet such eine Tafel mit Bittspruch. Das Innere ist holzvertäfelt und mit einem abgeflachten Tonnengewölbe versehen. | BDA-Hist.: Q38015295 Status: Bescheid Stand der BDA-Liste: 2025-06-30 Name: Eggerkapelle, Eliaskapelle GstNr.: .104 Eggenberg chapel in Reith                                               |
| ja   | Datei hochladen | Feuerwehrgerätehaus HERIS-ID: 107045 Objekt-ID: 124323                                                       | Hygna 41a Standort KG: Hygna                        | | BDA-Hist.: Q37809344 Status: § 2a Stand der BDA-Liste: 2025-06-30 Name: Feuerwehrgerätehaus GstNr.: 1060 Fire station Hygna, Reith im Alpbachtal                                            |
| ja   | Datei hochladen | Kapelle Schön HERIS-ID: 107009 Objekt-ID: 124287 TKK: 3513                                                   | bei Neader 6 Standort KG: Hygna                     | Die teilweise in den Hang gebaute Kapelle wurde im 18. Jahrhundert errichtet. Der Mauerbau mit dreiseitigem Chorschluss und steilem, schindelgedecktem Satteldach weist an der Giebelseite ein Rundbogenportal mit rautenförmigem Holzgitter und daneben eine kleine Rundbogennische mit einem Arme-Seelen-Bild auf. Das Innere ist mit einem Kreuzgratgewölbe über Pilastergliederung versehen. | BDA-Hist.: Q37809291 Status: Bescheid Stand der BDA-Liste: 2025-06-30 Name: Kapelle Schön GstNr.: 645                                                                                       |
| ja   | Datei hochladen | Kath. Pfarrkirche hl. Petrus und Kriegerdenkmal HERIS-ID: 55826 Objekt-ID: 64687 TKK: 3506, 3503             | gegenüber Dorf 2 Standort KG: Reith                 | Urkundlich wurde 1187 eine Pfarre genannt. Der heutige Kirchenbau wurde von 1801 bis 1805 nach den Plänen des Kirchenbaumeisters Andreas Hueber erbaut. Die Gewölbemalerei mit Szenen aus dem Leben Petri schuf der Maler Joseph Schöpf 1804. Es gibt eine spätgotische Schnitzfigur Sitzender Petrus um 1490 Erasmus Grasser zugeschrieben. | BDA-Hist.: Q38068150 Status: § 2a Stand der BDA-Liste: 2025-06-30 Name: Kath. Pfarrkirche hl. Petrus und Kriegerdenkmal GstNr.: .1/1 Pfarrkirche Hl. Petrus (Reith im Alpbachtal)           |
| ja   | Datei hochladen | Kindergarten HERIS-ID: 106969 Objekt-ID: 124228 TKK: 116381                                                  | Dorf 2 Standort KG: Reith                           | Das Haus am Dorfplatz gegenüber der Pfarrkirche wurde in der ersten Hälfte des 20. Jahrhunderts mit Anklängen an den Heimatstil errichtet. Der zweigeschoßige Mauerbau unter Pfettendach mit Zierbrettern und teilweise Giebelverschalung ist giebelseitig über einen Mittelflurgrundriss erschlossen, der Eingang ist über eine doppelläufige Freitreppe erreichbar. Im ersten Obergeschoß befindet sich ein umlaufender Söller, darüber ein Giebelsöller. | BDA-Hist.: Q37809191 Status: § 2a Stand der BDA-Liste: 2025-06-30 Name: Kindergarten GstNr.: .215 Kindergarten Reith im Alpbachtal                                                          |
| ja   | Datei hochladen | Dorfbrunnen HERIS-ID: 107043 Objekt-ID: 124321 TKK: 116383                                                   | Dorf 4, in der Nähe Standort KG: Reith              | Das massive rechteckige Brunnenbecken ist mit 18SM80 bezeichnet. Der Pfeiler mit dem Wasserauslass hat abgeschrägte Ecken und einen pyramidenförmigen Abschluss. | BDA-Hist.: Q37809335 Status: § 2a Stand der BDA-Liste: 2025-06-30 Name: Dorfbrunnen GstNr.: 1424/1                                                                                          |
| ja   | Datei hochladen | Dorfbrunnen beim Widum HERIS-ID: 106972 Objekt-ID: 124231 TKK: 116384                                        | vor Dorf 4 Standort KG: Reith                       | Der Brunnen wurde 1989 im Zuge der Neugestaltung des Platzes vor dem Widum errichtet. Das kreuzförmige Steinbecken von 1928 ist von vier konischen Pfeilern eingefasst, in der Mitte steht eine gedrehte Säule mit einer in Stein gemeißelten Madonnenfigur unter einem Baldachin. | BDA-Hist.: Q37809201 Status: § 2a Stand der BDA-Liste: 2025-06-30 Name: Dorfbrunnen beim Widum GstNr.: 1424/1                                                                               |
| ja   | Datei hochladen | Widum mit Brunnen- und Gartenhäuschen HERIS-ID: 55825 Objekt-ID: 64686 TKK: 3507                             | Dorf 5 Standort KG: Reith                           | Das im Kern mittelalterliche Widum wurde mehrfach umgestaltet, mehrere gotische Architekturdetails wie Türen und Fenster sind erhalten. Der dreigeschoßige Bau über L-förmigem Grundriss hat ein flaches Satteldach mit hölzernem Glockenträger. Auf der Westseite springt die südliche Haushälfte weit vor, im Winkel ist ein niedrigerer Baukörper eingestellt. An der Ostfassade befindet sich ein segmentbogiges Portal, im ersten Obergeschoß ein breiter Konsolerker mit angrenzendem Söller. Im Inneren haben sich ein Flur mit gotischem Spitzbogenportal und ein Raum mit Stuckdecke erhalten. Das Widum ist von historischen Gartenanlagen umgeben, im Osten ein mit Obstgehölzen und Rosen bepflanzter und mit geschnittenen Ligusterhecken eingefriedeter Vorgarten, im Westen ein abfallender Nutz- und Ziergarten in den zwei kleine Freitreppen führen. Das kleine, rechteckige, hölzerne Salettl mit Laubsägedekor an der westlichen Mauer stammt aus dem frühen 20. Jahrhundert. An der nördlichen Umfassungsmauer steht das ehemalige Waschhaus, ein gemauerter, nach Süden offener Pfeilerbau mit Satteldach und verschalter Giebelfläche. | BDA-Hist.: Q38068139 Status: § 2a Stand der BDA-Liste: 2025-06-30 Name: Widum mit Brunnen- und Gartenhäuschen GstNr.: .12 Widum Reith im Alpbachtal                                         |
| ja   | Datei hochladen | Friedhof mit Friedhofskapelle hll. Michael und Margarethe HERIS-ID: 106968 Objekt-ID: 124226 TKK: 3504, 4678 | bei Dorf 5 Standort KG: Reith                       | Der von einer Umfassungsmauer mit westseitigen Eingängen begrenzte Friedhof umgibt die Pfarrkirche auf allen Seiten. 1972–1974 wurde er nach Plänen von Norbert Fritz in Terrassen nach Süden erweitert. In der Südostecke des alten Friedhofsteils, chorseitig über die Umfassungsmauer hinausragend, steht die Totenkapelle. Die ursprünglich den hll. Michael und Margaretha geweihte Kapelle wurde 1338 erstmals urkundlich genannt, das Seitenportal ist inschriftlich 1329 datiert. 1893 wurde sie zu einer Lourdesgrotte umgestaltet, 1973–1974 als Totenkapelle adaptiert. Der gotische Bau mit dreiseitigem Chorschluss ist mit einem steilen schindelgedeckten Satteldach versehen. Die Portale sind rundbogig mit abgefasten Hausteinlaibungen; am Türblatt des Seiteneinganges ist der Tod mit Sense und Sanduhr dargestellt. Über dem Hauptportal befindet sich ein verschindeltes Wetterdach, das auch den Stiegenbereich zum neuen Friedhofsteil überdacht. Die hoch liegenden Fenster der Längswände und des Chors sind spitzbogig geschlossen. Das zweigeschoßige Innere ist durch eine hölzerne Treppe verbunden. Im Untergeschoß befindet sich der Aufbahrungsraum, im Obergeschoß eine Kapelle mit Wandgliederung durch Pilaster und profiliertes Stuckgesims. | BDA-Hist.: Q37809182 Status: § 2a Stand der BDA-Liste: 2025-06-30 Name: Friedhof mit Friedhofskapelle hll. Michael und Margarethe GstNr.: 1503, 13/1, .1/2, 14 Friedhof Reith im Alpbachtal |
| ja   | Datei hochladen | Burg Matzen HERIS-ID: 40099 Objekt-ID: 39992 TKK: 4672                                                       | Matzen 5 Standort KG: Reith                         | → Hauptartikel : Schloss Matzen (Reith im Alpbachtal) f1 | BDA-Hist.: Q1599960 Status: Bescheid Stand der BDA-Liste: 2025-06-30 Name: Burg Matzen GstNr.: .100/1 Schloss Matzen (Reith im Alpbachtal)                                                  |
| ja   | Datei hochladen | Gut und Gasthaus Matzen HERIS-ID: 40096 Objekt-ID: 39989 TKK: 4679                                           | Matzen 6 Standort KG: Reith                         | Der Wirtschaftshof direkt neben der Burg Matzen stammt aus der 1. Hälfte des 16. Jahrhunderts. | BDA-Hist.: Q37992863 Status: Bescheid Stand der BDA-Liste: 2025-06-30 Name: Gut und Gasthaus Matzen GstNr.: .100/2                                                                          |
| ja   | Datei hochladen | Brücke mit Brückentor HERIS-ID: 107433 Objekt-ID: 124758 TKK: 116386                                         | Neumatzen 4, in der Nähe Standort KG: Reith         | Die Brücke mit Brückentor und Pergola am westlichen Rand des Schlossparks Matzen wurde Ende des 19. Jahrhunderts im Zuge der Anlage des Parks durch Franz von Lipperheide errichtet. | BDA-Hist.: Q37810051 Status: § 2a Stand der BDA-Liste: 2025-06-30 Name: Brücke mit Brückentor GstNr.: .170, .122/2, 2064                                                                    |
| BW   | Datei hochladen | Zuhaus zum Hinterkogler HERIS-ID: 40097 Objekt-ID: 39990 TKK: 3526                                           | Reither Kogel 38 Standort KG: Reith                 | Ein in der ersten Hälfte des 18. Jahrhunderts errichteter Kornkasten wurde 1872 zum Austragshaus umgebaut. Der zweigeschoßige Bau mit ausladendem Satteldach ist fast zur Gänze in Blockbauweise errichtet. Das Erdgeschoß ist im Küchenbereich aus Bruchsteinen gemauert, der Rest ist ein eng verfugter Kantblockbau. Der Zugang erfolgt ostseitig über eine Holzveranda. An der südlichen Traufseite befindet sich ein durchgehender, säulengestützter Söller, auf dem Dach ein hölzerner Glockenträger. Im Obergeschoß befindet sich eine Hauskapelle, die 1872 eingebaut und 1926 restauriert wurde. Der getäfelte Raum mit historistischen Verzierungen, drei Rundbogenfenstern in der Ostwand und trapezförmigem Deckenabschluss wurde vom Brixlegger Schnitzer Simon Rendl gestaltet. | BDA-Hist.: Q37992876 Status: Bescheid Stand der BDA-Liste: 2025-06-30 Name: Zuhaus zum Hinterkogler GstNr.: 1404                                                                            |
| ja   | Datei hochladen | Kath. Filialkirche hl. Gertraud und ehem. Friedhofsfläche HERIS-ID: 55824 Objekt-ID: 64685 TKK: 28375        | Sankt Gertraudi 29, in der Nähe Standort KG: Reith  | Die Kirche im Dorf St. Gertraudi wurde 1359 erstmals urkundlich erwähnt. Der heutige gotische Bau mit polygonalem Chorschluss und Nordturm wurde 1680/85 barock umgebaut. Das Westportal aus dieser Zeit ist von Pilastern gerahmt, mit Gebälk und Segmentbogengiebel. Das dreijochige Langhaus weist innen ein flaches Kreuzgratgewölbe auf Pilastern auf, die Grate sind mit Stuckbändern betont. Im gotischen Chor ein quadratisches Joch, ein flacher dreiseitiger Schluss und barockes Stichkappengewölbe auf gotischen Diensten. Das Deckenfresko im Chor (um 1700) ist von Akanthusstuck gerahmt. An der Emporenunterdecke befindet sich ein Fresko Die hl. Gertrud entsagt der Ehe und entschließt sich für das Klosterleben. | BDA-Hist.: Q38068129 Status: § 2a Stand der BDA-Liste: 2025-06-30 Name: Kath. Filialkirche hl. Gertraud und ehem. Friedhofsfläche GstNr.: .120, 999/1 Filialkirche St. Gertraudi            |
| ja   | Datei hochladen | Landhauskapelle/Leonhardskapelle HERIS-ID: 106993 Objekt-ID: 124271 TKK: 3530                                | nördlich Sankt Gertraudi 65 Standort KG: Reith      | Eine erste Kapelle wurde 1809 zum Gedenken an die Franzosenkriege errichtet. Die neue Kapelle wurde 1984 nach Plänen von Karl Heinz errichtet. Die modern gestaltete, offene Kapelle mit sehr steilem schindelgedecktem Satteldach über niedrigen Seitenmauern zeigt an der Stirnwand ein annähernd lebensgroßes, qualitätsvolles Kruzifix aus dem 19. Jahrhundert. Es stammt aus der alten Kapelle. Flankierende Inschriftentafeln mit den Namen der Gefallenen. | BDA-Hist.: Q37809252 Status: § 2a Stand der BDA-Liste: 2025-06-30 Name: Landhauskapelle/ Leonhardskapelle GstNr.: 1167/1 Landhauskapelle/Leonhardskapelle                                   |
| ja   | Datei hochladen | Freiheitskämpfe-Gedenktafel HERIS-ID: 107003 Objekt-ID: 124281 TKK: 116385                                   | Sankt Gertraudi Standort KG: Reith                  | Bei der Freiheitskämpfe-Gedenktafel handelt es sich um eine in den Felsen geschlagene Marmortafel mit reliefiertem Tiroler Adler und Inschriften. Sie wurde vermutlich 1909 zum Gedenken an die Kämpfe der Tiroler Freiheitskämpfe vom 14. Mai 1809 errichtet. | BDA-Hist.: Q37809281 Status: § 2a Stand der BDA-Liste: 2025-06-30 Name: Freiheitskämpfe-Gedenktafel GstNr.: 1167/1                                                                          |
| ja   | Datei hochladen | Bauernhaus Oberhausbichl HERIS-ID: 40098 Objekt-ID: 39991 TKK: 3576                                          | Sankt Gertraudi 3 Standort KG: Reith                | | BDA-Hist.: Q37992888 Status: Bescheid Stand der BDA-Liste: 2025-06-30 Name: Bauernhaus Oberhausbichl GstNr.: 934/2                                                                          |
| BW   | Datei hochladen | Mithrasheiligtum und prähistorische Bergbaugrube Kropfsberg HERIS-ID: 209631seit 2021                        | bei Sankt Gertraudi 18 Standort KG: Reith           | Die an der Ostseite des Burghügels Kropfsberg bis zu 33 Meter in den Berg hineingetriebene Bergbaugrube hat ihre Ursprünge in der älteren Eisenzeit (8./7. Jahrhundert v. Chr.). Den Spuren zufolge wurde mittels Feuersetzen Kupfer aus Fahlerz gewonnen. Funde von römischen Münzen, Keramiken und Tierknochen gehören vermutlich zu einem spätantiken Heiligtum (Mithräum), das in die verlassene Grube eingebaut wurde. | BDA-Hist.: Q107718154 Status: § 9-Feststellung Bodendenkmal Stand der BDA-Liste: 2025-06-30 Name: Mithrasheiligtum und prähistorische Bergbaugrube Kropfsberg GstNr.: 1038/2, 1038/3        |
| ja   | Datei hochladen | Burgruine Kropfsberg HERIS-ID: 40094 Objekt-ID: 39987 TKK: 29332                                             | Sankt Gertraudi 70 Standort KG: Reith               | → Hauptartikel : Burg Kropfsberg f1 | BDA-Hist.: Q1012750 Status: Bescheid Stand der BDA-Liste: 2025-06-30 Name: Burgruine Kropfsberg GstNr.: .127/1, .127/2, .127/3, 1051, 1052, 1053 Burg Kropfsberg                            |
| ja   | Datei hochladen | Brunnenkapelle am Stein HERIS-ID: 40093 Objekt-ID: 39986 TKK: 3518                                           | nordöstlich Brunner Berg 19a Standort KG: Scheffach | | BDA-Hist.: Q37992846 Status: Bescheid Stand der BDA-Liste: 2025-06-30 Name: Brunnenkapelle am Stein GstNr.: .11 Brunnenkapelle, Reith im Alpbachtal                                         |
| BW   | Datei hochladen | Bauernhof Hechenegg HERIS-ID: 41666 Objekt-ID: 42215 TKK: 3557                                               | Scheffachberg 1 Standort KG: Scheffach              | Der älteste Nachweis des Hofes Hechenegg geht auf das Jahr 1593 zurück. Darauf verweist die Jahreszahl, die im ehemaligen Getreidelager des Bauernhauses über der Tür eingearbeitet ist. Das Haus befindet sich seit über 200 Jahren in der Hand der Familie Moser. In den 1990ern wurde das Haus saniert, aufgrund des Denkmalschutzes blieben große Teile erhalten oder wurden ähnlich dem Ursprungszustand neu gebaut. | BDA-Hist.: Q38002129 Status: Bescheid Stand der BDA-Liste: 2025-06-30 Name: Bauernhof Hechenegg GstNr.: .27                                                                                 |